# Твожиміркі-Гурне
Твожиміркі-Гурне (пол. Tworzymirki Górne) — село в Польщі, у гміні Мілич Мілицького повіту Нижньосілезького воєводства.
Населення — 101 особа (2011).
У 1975-1998 роках село належало до Вроцлавського воєводства.

## Демографія
Демографічна структура станом на 31 березня 2011 року:
|          | Загалом | Допрацездатний вік | Працездатний вік | Постпрацездатний вік |
| -------- | ------- | ------------------ | ---------------- | -------------------- |
| Чоловіки | 57      | 17                 | 37               | 3                    |
| Жінки    | 44      | 8                  | 28               | 8                    |
| Разом    | 101     | 25                 | 65               | 11                   |